# Equipo Unificado en los Juegos Olímpicos de Albertville 1992
El Equipo Unificado estuvo representado en los Juegos Olímpicos de Albertville 1992 por un total de 129 deportistas que compitieron en 12 deportes.  
El portador de la bandera en la ceremonia de apertura fue el biatleta Valeri Medvedtsev.

## Medallistas
El Equipo Unificado obtuvo las siguientes medallas:
| Nombre                                                               | Deporte                              | Competición         |
| -------------------------------------------------------------------- | ------------------------------------ | ------------------- |
| Oro                                                                  |                                      |                     |
| Yevgueni Redkin                                                      | Biatlón                              | 20 km M             |
| Anfisa Reztsova                                                      | Biatlón                              | 7,5 km F            |
| Liubov Yegorova                                                      | Esquí de fondo                       | 15 km F             |
| Yelena Vialbe Raisa Smetanina Larisa Lazutina Liubov Yegorova        | Esquí de fondo                       | 4 × 5 km F          |
| Liubov Yegorova                                                      | Esquí de fondo                       | 15 km persecución F |
| Equipo                                                               | Hockey sobre hielo                   | Torneo M            |
| Viktor Petrenko                                                      | Patinaje artístico                   | Individual M        |
| Natalia Mishkutionok Artur Dmitriyev                                 | Patinaje artístico                   | Parejas             |
| Marina Klimova Serguei Ponomarenko                                   | Patinaje artístico                   | Danza sobre hielo   |
| Plata                                                                |                                      |                     |
| Valeri Medvedtsev Alexandr Popov Valeri Kiriyenko Serguei Chepikov   | Biatlón                              | 4 × 7,5 km M        |
| Svetlana Pechorskaya                                                 | Biatlón                              | 15 km F             |
| Yelizaveta Kozhevnikova                                              | Esquí acrobático                     | Baches F            |
| Liubov Yegorova                                                      | Esquí de fondo                       | 5 km F              |
| Liubov Yegorova                                                      | Esquí de fondo                       | 30 km F             |
| Yelena Bechke Denis Petrov                                           | Patinaje artístico                   | Parejas             |
| Bronce                                                               |                                      |                     |
| Yelena Belova Anfisa Reztsova Yelena Melnikova                       | Biatlón                              | 3 × 7,5 km F        |
| Yelena Belova                                                        | Biatlón                              | 7,5 km F            |
| Yelena Vialbe                                                        | Esquí de fondo                       | 5 km F              |
| Yelena Vialbe                                                        | Esquí de fondo                       | 10 km persecución F |
| Yelena Vialbe                                                        | Esquí de fondo                       | 15 km F             |
| Yelena Vialbe                                                        | Esquí de fondo                       | 30 km F             |
| Maya Usova Alexandr Zhulin                                           | Patinaje artístico                   | Danza en hielo      |
| Yuliya Alagulova Natalia Isakova Viktoriya Troitskaya Yuliya Vlasova | Patinaje de velocidad en pista corta | 3000 m F            |